# ماتیاس حذوه
ماتیاس حذوه (انگلیسی: Matías Jadue؛ زادهٔ ۱۶ مهٔ ۱۹۹۲) بازیکن فوتبال متولد شیلی اهل فلسطین است.
از باشگاه‌هایی که در آن بازی کرده است می‌توان به باشگاه فوتبال یونیورسیداد کاتولیکا اشاره کرد.
وی همچنین در تیم ملی فوتبال فلسطین بازی کرده است.